# Bleona Qereti

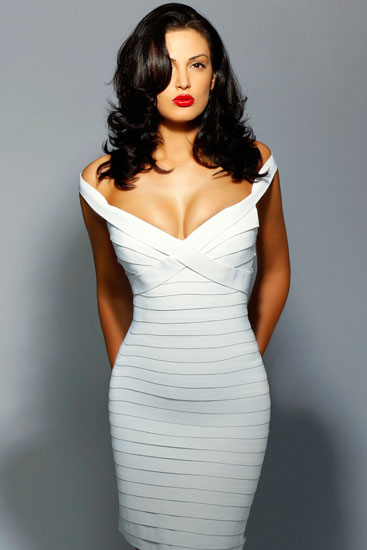
Bleona Qereti.

Bleona Qereti, född den 14 maj 1979 i Korça i Albanien, är en albansk sångerska. Hon bor för närvarande i USA.
1995 deltog hon i Festivali i Këngës med låten "Lermëni". Sex år senare hette hennes bidrag "Telefon". Hon har även deltagit i Kënga Magjike, 2005 deltog hon med "S'dua" och 2008 med "Magnetic".

## Diskografi
- Për ty – Greatest Hits – ?
- Mandarin – 2007
- Boom Boom – 2005
- Ti nuk din as me ma... lyp – 2003
- Ik mëso si dashurohet – 2002
- S'më bëhet vonë – 2001
- Nëse më do fort – 2000
- Kam qejfin tim – 1997